# Антків Михайло Михайлович

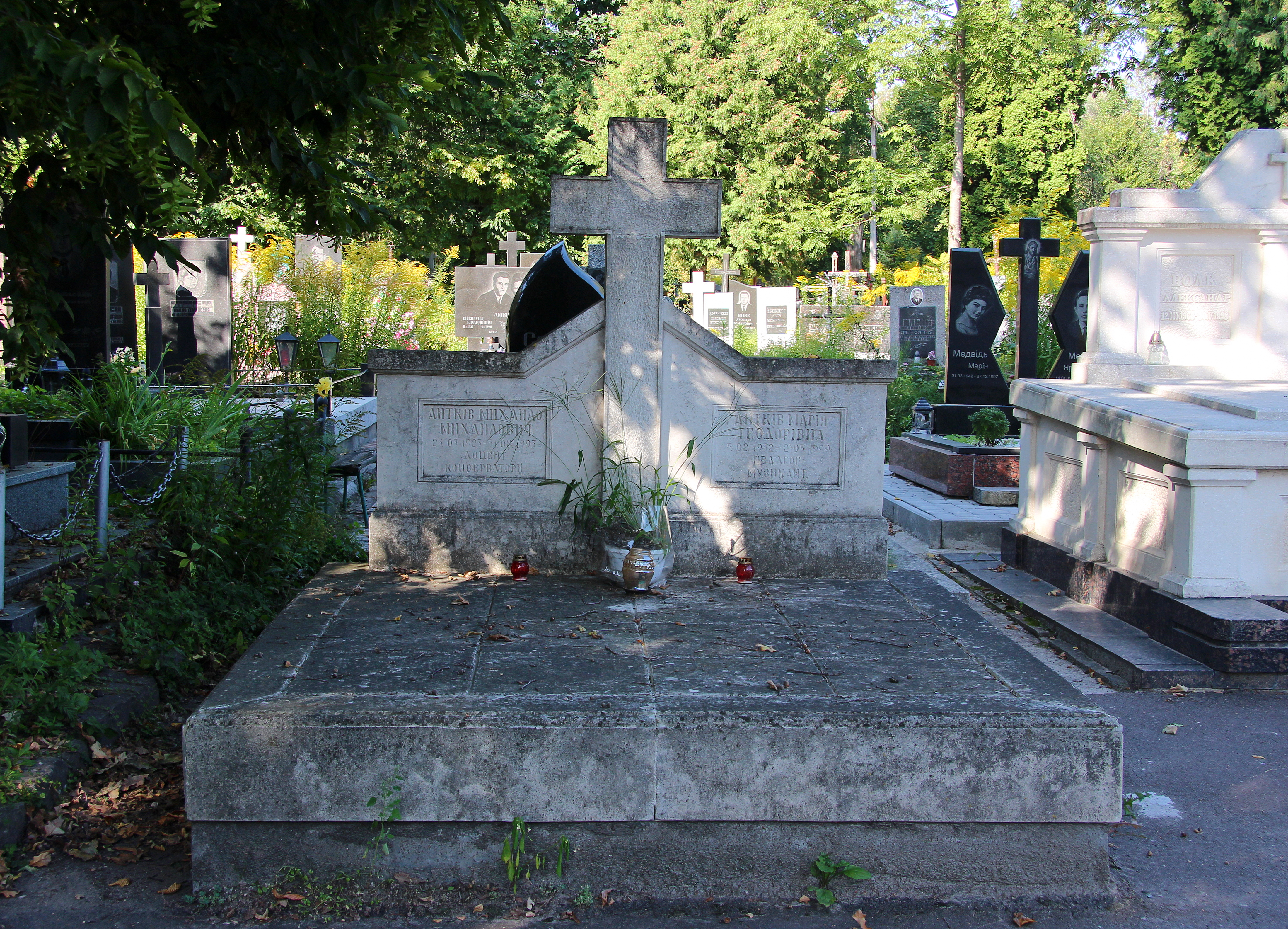
Могила Михайла Антківа на 1 полі Сихівського цвинтаря

Антків Михайло Михайлович (23 березня 1923, Острів, нині Тернопільського району Тернопільської області — 31 серпня 1993, Львів) — український диригент. Брат Богдана Антківа. Кандидат мистецтвознавства (1956).

## Біографія
Закінчив Львівську консерваторію, в 1957–1993 — її викладач. Закінчив аспірантуру — при Київській консерваторії (у Михайла Вериківського).
У консерваторії вів клас хорового диригування, сольфеджіо. Серед учнів — А. Кушніренко, О. Волинець, М. Кацал та ін.
Керівник ансамблю «Дністер», чоловічого хору «Гомін».
Помер у Львові, похований на полі 1 Сихівського  цвинтаря.